# كريبتون فيوتشر ميديا
كريبتون فيوتشر ميديا (بالإنجليزية: Crypton Future Media)‏ (باليابانية: クリプトン・フューチャー・メディア) هي شركة إعلامية يابانية مقرها في سابورو، اليابان. تقوم بتطوير واستيراد وبيع المنتجات الخاصة بالموسيقى، مثل برامج مولد الصوت وأخذ عينات من الأقراص المضغوطة وأقراص دي في دي والمؤثرات الصوتية ومكتبات الموسيقى الخلفية. توفر الشركة أيضًا خدمات التسوق عبر الإنترنت والمجتمع عبر الإنترنت ومحتوى الهاتف المحمول.